# Anne de Noailles
Anne Jules de Noailles, I duca di Noailles (1613 – 15 febbraio 1678), è stato un nobile e ufficiale francese.

## Biografia
Era il figlio di François de Noailles, e di sua moglie, Rose de Roquelaure, signora di Montvert, figlia del maresciallo Roquelaure, nonché bisnipote di Antoine, I conte de Noailles.
Protetto del cardinale Mazzarino, giocò un ruolo importante nella Fronda e durante i primi anni di regno di Luigi XIV divenne capitano generale della recente provincia di Rossiglione e nel 1663 fu creato duca di Noailles e pari di Francia.

## Matrimoni

### Primo Matrimonio
Nel 1640 sposò Camille di Pestels Polminhac, non ebbero figli.

### Secondo Matrimonio
Sposò, 13 dicembre 1645, Louise Boyer (1632-1697), dama di compagnia alla regina Maria Teresa d'Austria. Ebbero sei figli:
1. Anne Jules, (II) duca de Noailles (1650-1708);
2. Louis Antoine de Noailles, "Cardinal de Noailles" (1651-1729);
3. Jacques de Noailles (1653-1712);
4. Jean François de Noailles (1658-1692), sposò Marguerite Thérèse Rouillé, ebbero due figlie;
5. Louise Anne de Noailles (1662-1693), sposò Henri de Beaumanoir, marchese di Lavardin;
6. Jean-Baptiste de Noailles (1669-1720).
7. Jean Gaston de Noailles (1669–1720), Vescovo-Conte di Châlons-sur-Marne; senza figli;